# Schloss Wildbach

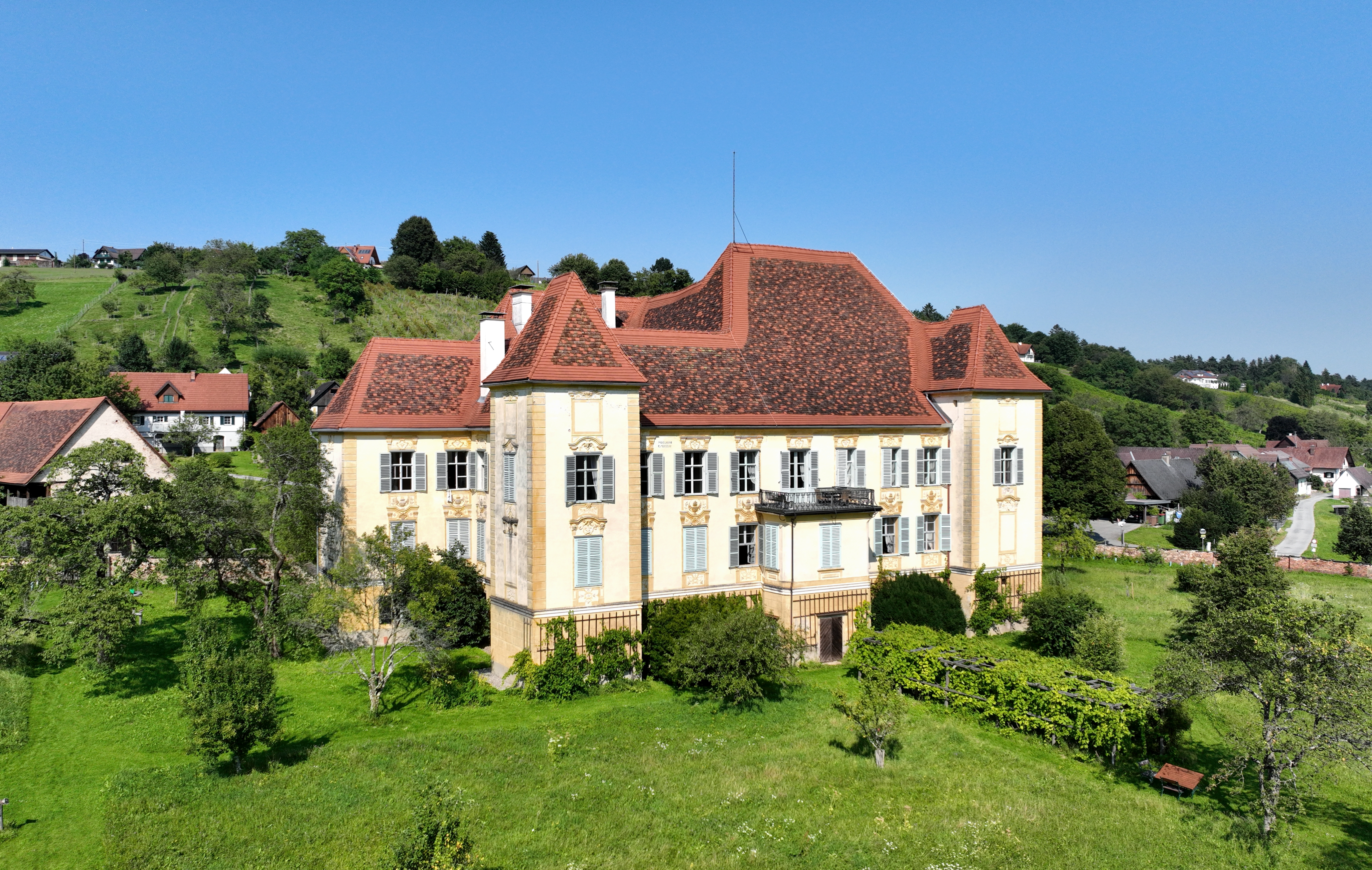
Schloss Wildbach

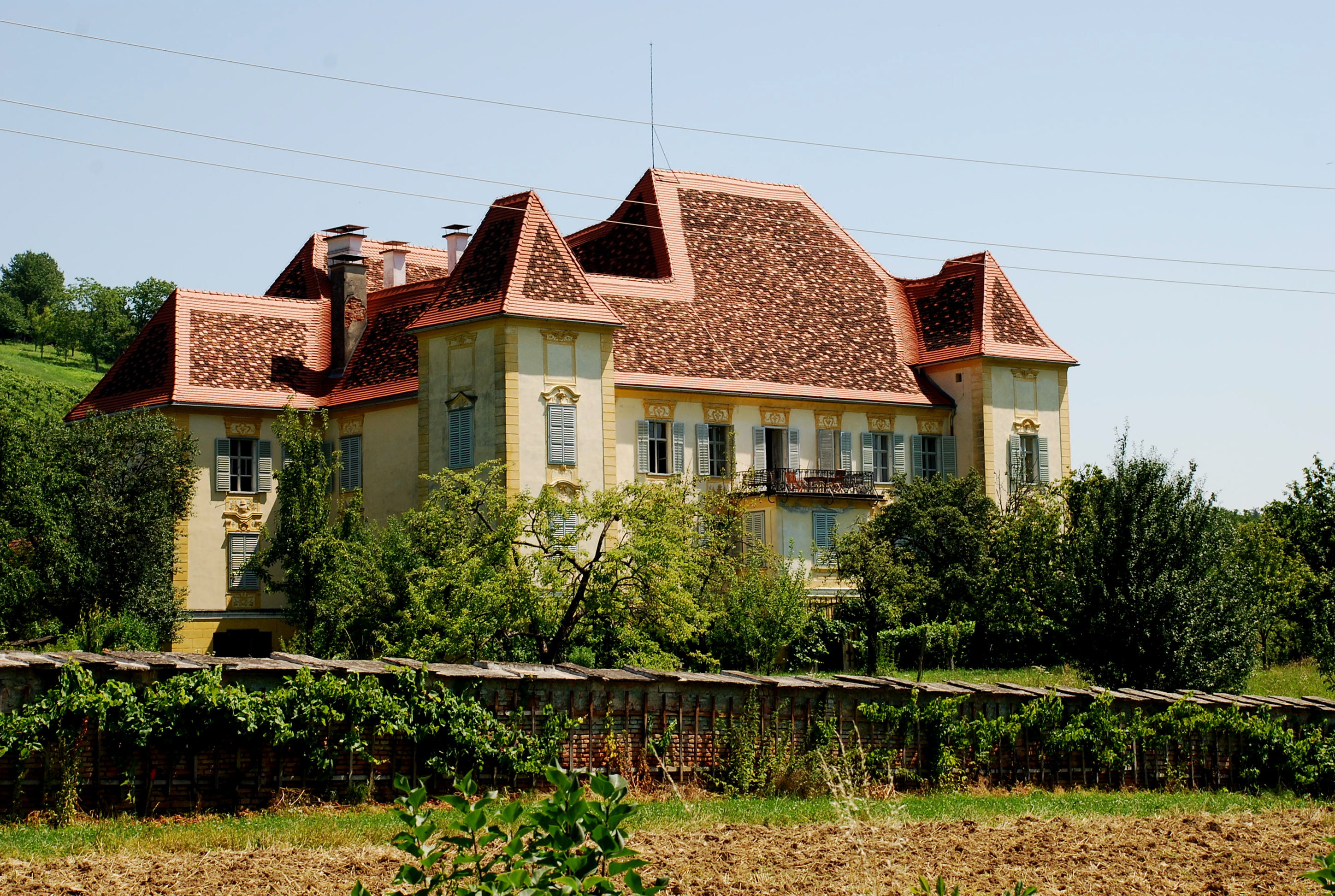
Das Schloss im Juli 2011

Das Schloss Wildbach ist ein Schloss in der Stadtgemeinde Deutschlandsberg in der Steiermark. Seine Geschichte reicht bis ins 13. Jahrhundert zurück. Ab dem 16. Jahrhundert bildete es den Stammsitz der Grafen von Wildenstein. Heute befindet es sich in Privatbesitz.

## Standort
Das Schloss befindet sich in der Deutschlandsberger Katastralgemeinde Wildbach. Es steht auf einer kleinen Anhöhe im Wildbachtal.

## Geschichte
Ursprünglich befand sich am Standort des heutigen Schlosses ein von den Herren von Wildbach erbautes, einstöckiges, von Mauern und einem Graben umgebenes Festes Haus aus dem 13. Jahrhundert. Nach dem Aussterben der Wildbacher kamen die Staindorfer in den Besitz des Anwesens. Im Jahr 1499 ging das Gut in den Besitz von Paul Parcival von Sunneckh über, der sich seit 1470 'von Wildenstein' nennen durfte. Zwischen 1534 und 1540 ersetzte Sigmund von Wildenstein den durch die Türken zerstörten Ansitz durch einen Neubau. In der Zeit zwischen 1730 und 1788 fanden größere Umbauarbeiten statt, die dem Schloss sein heutiges Aussehen verliehen. Im Jahr 1793 erwarb Josef Edler von Mosmüller das Schloss. Ihm folgten ein Graf Liechtenberg sowie Johann Massegg als Besitzer nach. Das Schloss ist Teil der ehemaligen Herrschaft Wildbach und befindet sich im Besitz von mehreren privaten Eigentümern (Nachfahren Masseggs).
Vom 10. bis 12. September 1827 hielt sich Franz Schubert im Schloss Wildbach auf. Sein Lied „Die Forelle“ wurde aber nicht bei diesem Anlass komponiert.

## Beschreibung

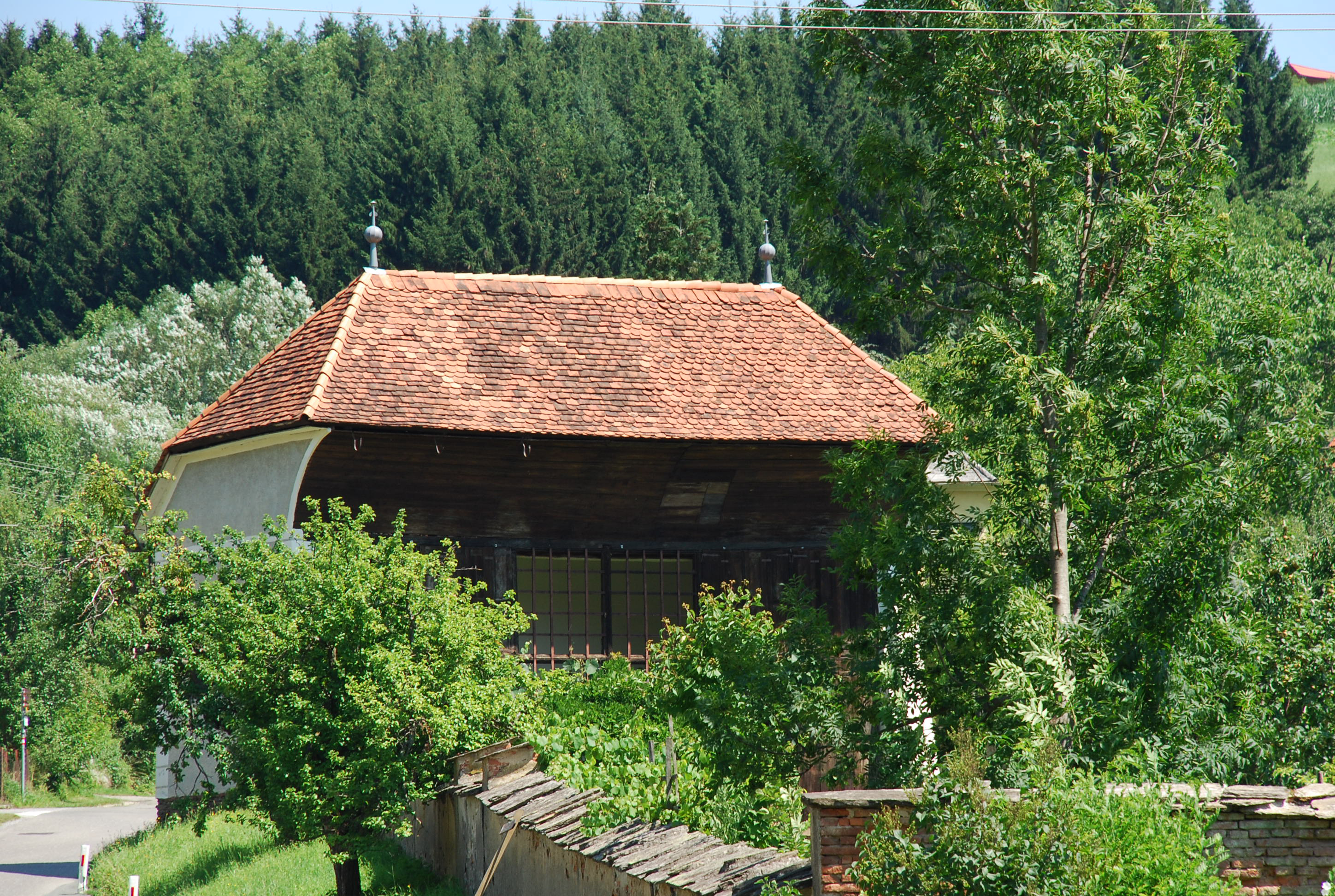
Der Pavillon im Garten des Schlosses im Juni 2011

Das Schloss hat vier Ecktürme, von denen zwei aus dem 16. Jahrhundert stammen. Die Fassade weist über den Fenstern feine ockerfarbige Stuckaturen aus der Zeit um 1730 sowie an den Gebäudeecken eine Putzquaderung auf. Der südöstliche Turm hat im Kellergeschoß eine in das Jahr 1534 datierte Inschrift und einen an der östlichen Seite angebrachten Denkstein aus dem Jahr 1540. Der westliche Zubau und der kleine Hof des Schlosses stammen aus der Zeit um 1730. Der Innenhof hat ein zweigeschoßiges Arkadenpaar. Der nördliche dreigeschoßige Mittelbau mit dem Treppenhaus wurde 1788 errichtet, worauf eine Inschrift an der Südseite hinweist. Im Giebel des Mittelbaues befindet sich eine Uhr. Über dem Eingangstor des Schlosses ist eine Inschriftstafel zu sehen, die an den Besuch von Franz Schubert im Jahr 1827 erinnert.
Die Wände des Stiegenhauses und des zweiten Obergeschoßes sind mit feinen Stuckaturen geschmückt. Reste von Wanddekorationen sind noch vorhanden. Weiters finden sich mehrere Rokoko und Empireöfen im Schloss.
Die Schlosskapelle ist der heiligen Anna geweiht und erhielt im Jahr 1681 eine Messlizenz. Der Sakralraum wurde später profaniert. Der Altar stammt aus der Zeit um 1760.